# 前608年
| 千纪： | 前1千纪 |
| 世纪： | 前8世纪 \| 前7世纪 \| 前6世纪 |
| 年代： | 前630年代 \| 前620年代 \| 前610年代 \| 前600年代 \| 前590年代 \| 前580年代 \| 前570年代                                                                               |
| 年份： | 前613年 \| 前612年 \| 前611年 \| 前610年 \| 前609年 \| 前608年 \| 前607年 \| 前606年 \| 前605年 \| 前604年 \| 前603年                                                 |
| 纪年： | 周匡王五年 魯宣公元年 齊惠公元年 晉靈公十三年 秦共公元年 宋文公三年 楚庄王六年 衛成公二十七年 陈灵公六年 蔡文侯四年 曹文公十年 郑穆公二十年 燕桓公十年 杞桓公二十九年 |

## 大事記
- 齊國、魯國會盟在平州（山東萊蕪），魯國割让濟西之田（濟水西岸田地）给齊國。
- 楚國、鄭國攻擊陳國、宋國，趙盾率軍救援，與陳國、宋國、衛國、曹國等諸侯會師于棐林，隨後進攻鄭國。
- 晉國攻崇國，等待秦国救援崇國時與秦国议和，但是秦国没有援救。